# Basilique Notre-Dame-de-Lourdes de Nancy
Pour les articles homonymes, voir Notre-Dame-de-Lourdes.
La basilique Notre-Dame-de-Lourdes de Nancy est une basilique mineure catholique française construite au sud-ouest de la ville de Nancy au début du XXe siècle. Les plans furent conçus par l'architecte Jules Criqui, avec l'aide de l'abbé Léon Loevenbruck.

## Histoire
La construction de la basilique fut décidée le 30 juillet 1908 par Charles-François Turinaz, évêque de Nancy, pour être le siège de la quatorzième paroisse nancéienne. Elle est située sur l'emplacement de l'ancienne chapelle des Frères de Saint-Charles. Une lettre de Pie X, en date du 25 août 1908 félicite l'évêque pour cette décision. La première pierre fut posée le 25 octobre 1908 et fut bénie par l'évêque Turinaz, qui a également béni les trois premières cloches de cette église le dimanche 13 décembre 1908. Les fondations furent terminées à la fin de l'hiver 1909. Le 2 juillet 1912, en la Fête de la Visitation, eut lieu l'inauguration solennelle de cette première partie de l'église, présidée par l'évêque Turinaz. Les travaux furent grandement ralentis entre 1914 et 1918 du fait de la Première Guerre mondiale. Le 16 mars 1924, la nef fut terminée. L'église fut consacrée solennellement le 2 juillet 1924 par Hippolyte-Marie de La Celle, évêque de Nancy.
Le portail fut terminé le 1er octobre 1925. La flèche fut inaugurée le 22 septembre 1929 et l'achèvement de l'édifice fut salué par un Te Deum. Les travaux ne prirent fin que plus tard : le ravalement de la flèche (sculpture) en 1931 et le narthex en 1933.
L'église avait été élevée au rang de basilique mineure le 26 juin 1925 par le pape Pie XI.

### Les cloches de Notre-Dame-de-Lourdes
| # | Nom                       | Note   | Masse   | Fondeur             | Année |
| - | ------------------------- | ------ | ------- | ------------------- | ----- |
| 1 | Jeanne d'Arc              | la 2   | 4200 kg | Jules Robert, Nancy | 1931  |
| 2 | Thérèse de l'enfant Jésus | si 2   | 3200 kg | Jules Robert, Nancy | 1931  |
| 3 | Gertrude                  | do # 3 | 2200 kg | Jules Robert, Nancy | 1931  |
| 4 | Marguerite-Marie          | ré 3   | 1900 kg | Jules Robert, Nancy | 1931  |
| 5 | Élisabeth                 | mi 3   | 1400 kg | Jules Robert, Nancy | 1931  |
| 6 | Marie                     | la 3   | 515 kg  | Jules Robert, Nancy | 1908  |
| 7 | Charlotte                 | si 3   | 378 kg  | Jules Robert, Nancy | 1908  |
| 8 | Bernadette                | do # 4 | 276 kg  | Jules Robert, Nancy | 1908  |

## Architecture
Elle est construite par Jules Criqui, d'après le principe suivant : « une église romane à l'allure ogivale (gothique) » pour concilier les souhaits respectifs de l'évêque Turinaz et de l'abbé Léon Loevenbruck.
Son plan en croix latine présente une abside semi-circulaire et une nef à trois vaisseaux. L'édifice fait 76 m de long (62 m à l'intérieur, sans le porche). La nef est large de 21 m, dont 11 m pour le vaisseau central.
Sa hauteur sous voûte est de 22,5 m. La flèche du clocher est haute de 84,2 m. La tour compte huit cloches (Jeanne d'Arc (bourdon), Thérèse, Gertrude, Marguerite-Marie, Élisabeth, Marie, Charlotte et Bernadette).
De nombreux chapiteaux sont sculptés et les portails des transepts sont rehaussés de peintures murales. Elle possède cinq chapelles.

## Artistes ayant participé à la construction
- Sculpteurs : Victor Huel, père et fils ;
- Peintres : Jules Schneider ;
- Verriers : Georges Janin et Joseph Benoît (ateliers : 37 rue Hermite et 12 rue Lionnois à Nancy) ;
- Facteur d'orgues : Edmond Alexandre Roethinger, 1948.

## Environnement
Un couple de faucons pèlerins s'est installé au sein du clocher de la basilique au cours de l'hiver 2003–2004.

## Vie associative
Les salles du sous-sol sont des lieux de réunion ainsi que des salles pour des mouvements de scoutisme.

## Galerie

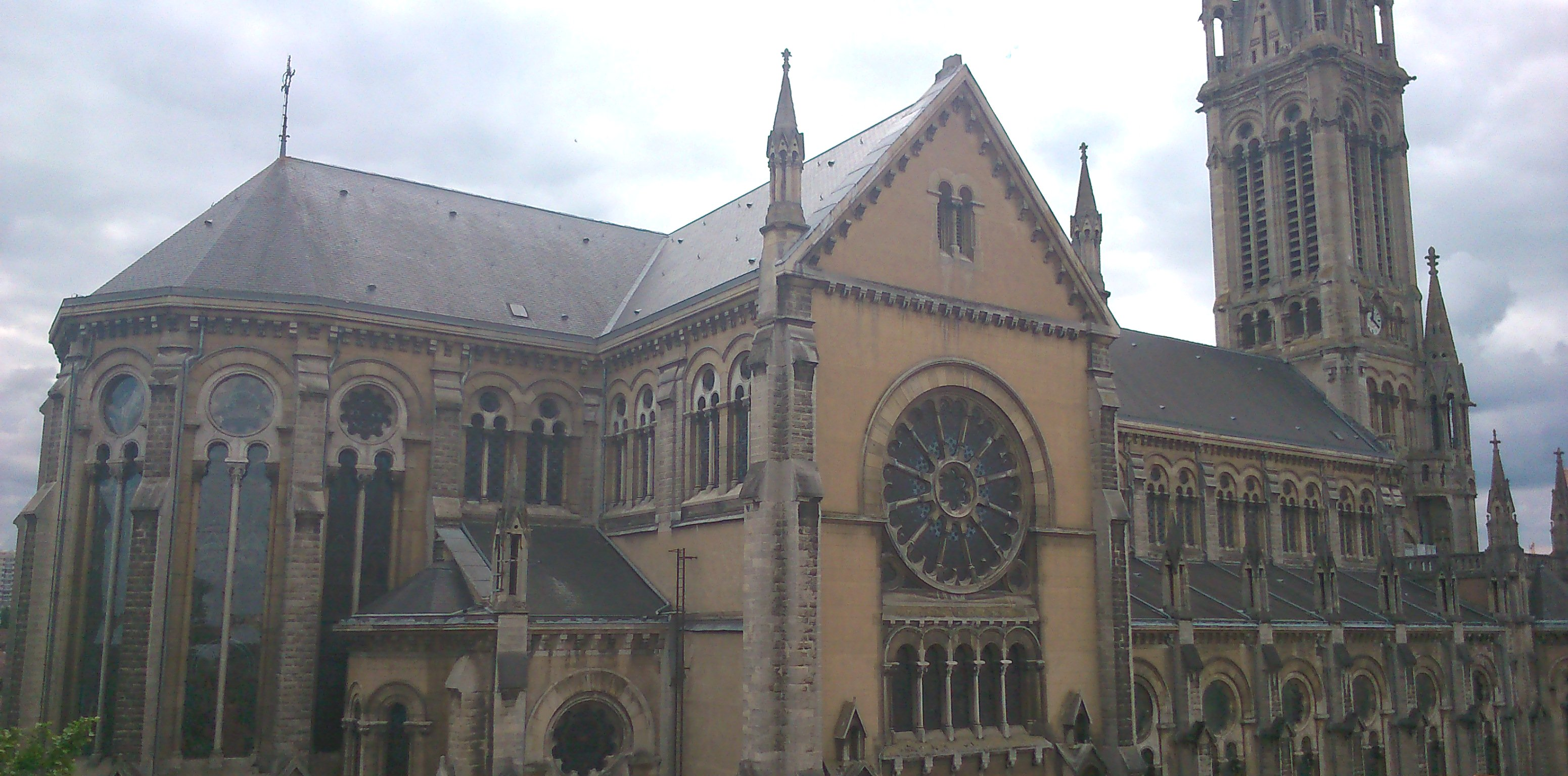
Façade latérale de la basilique.
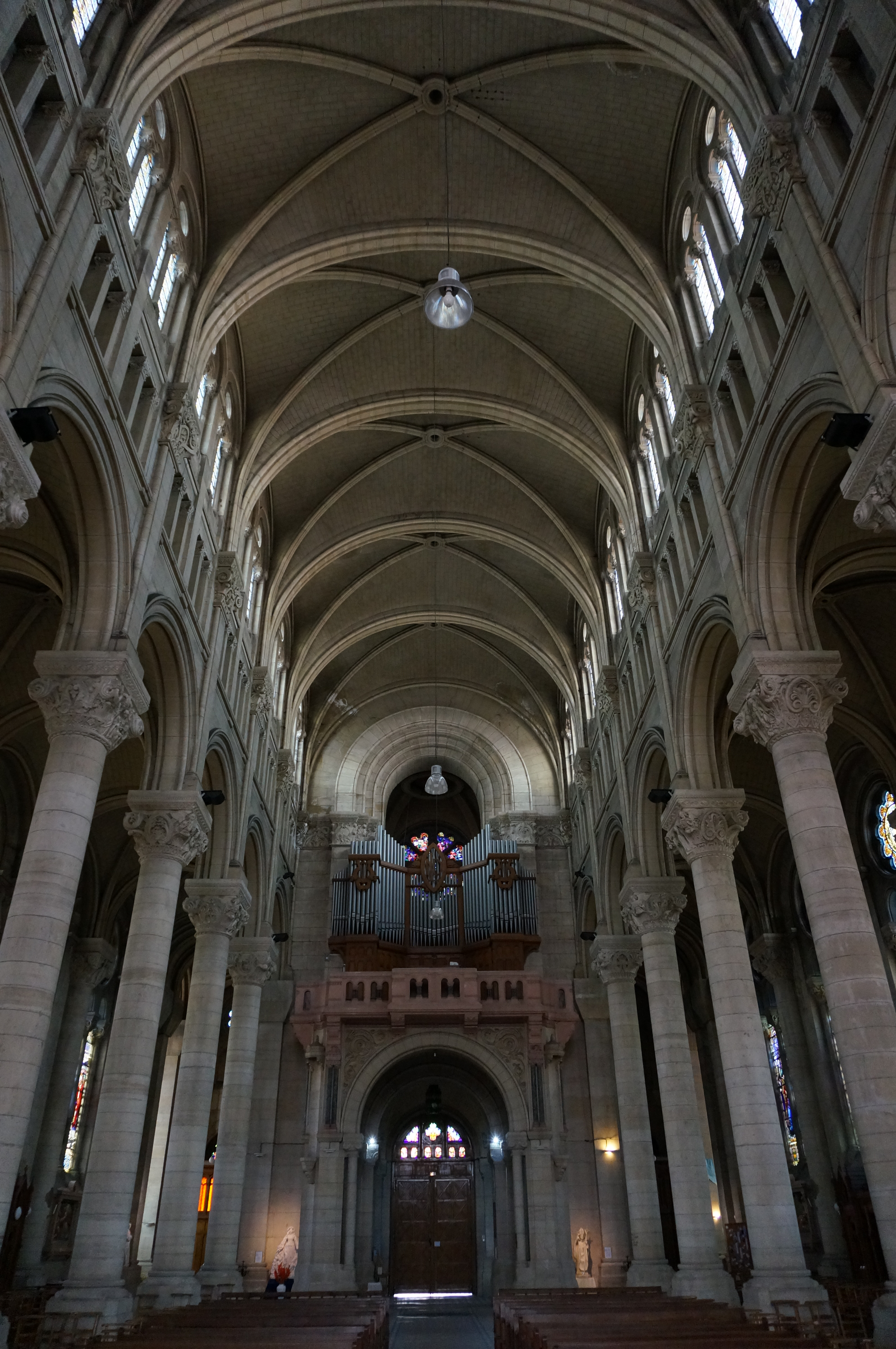
La nef.
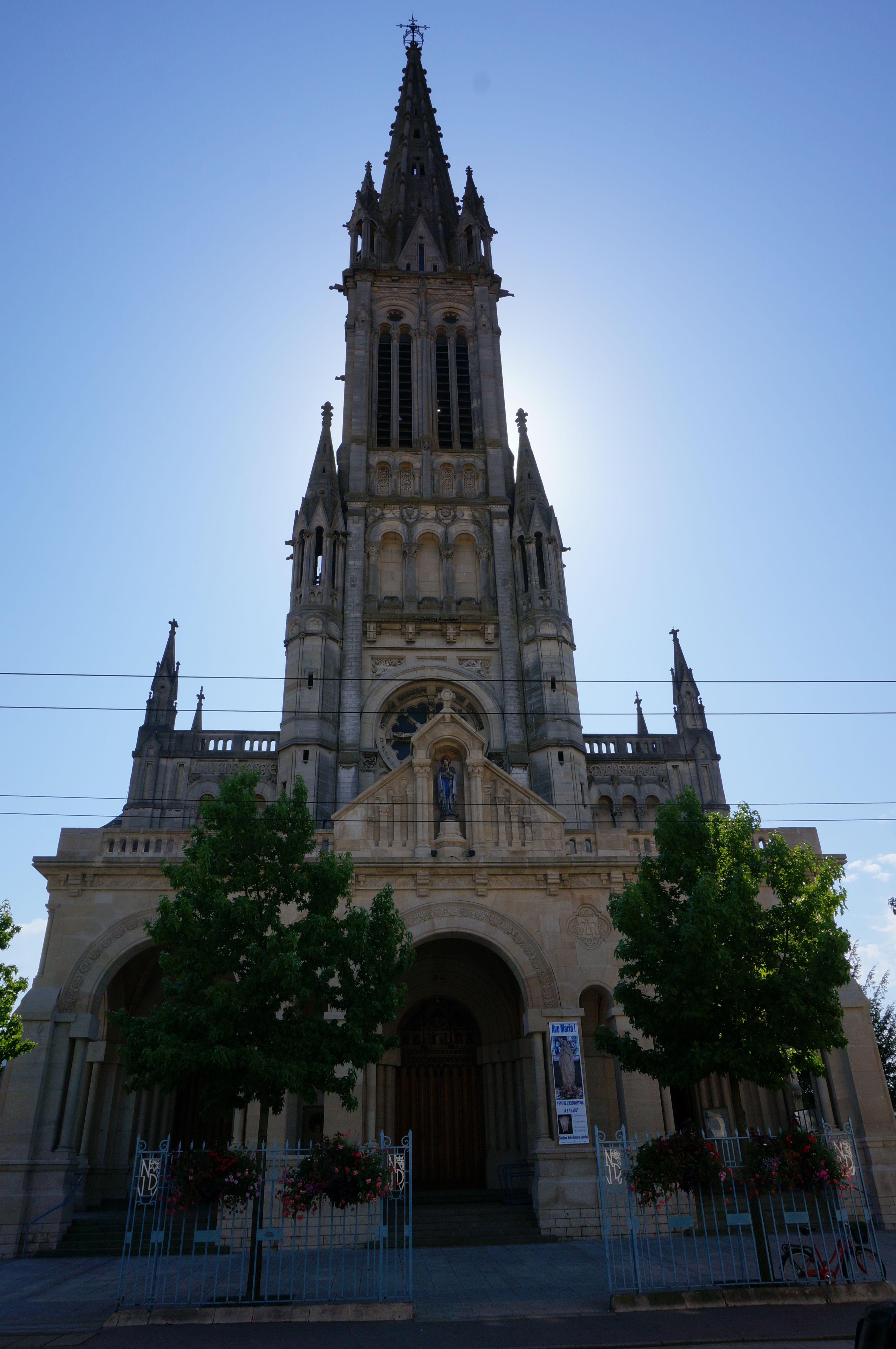
L'entrée vue depuis l'avenue du Général-Leclerc.
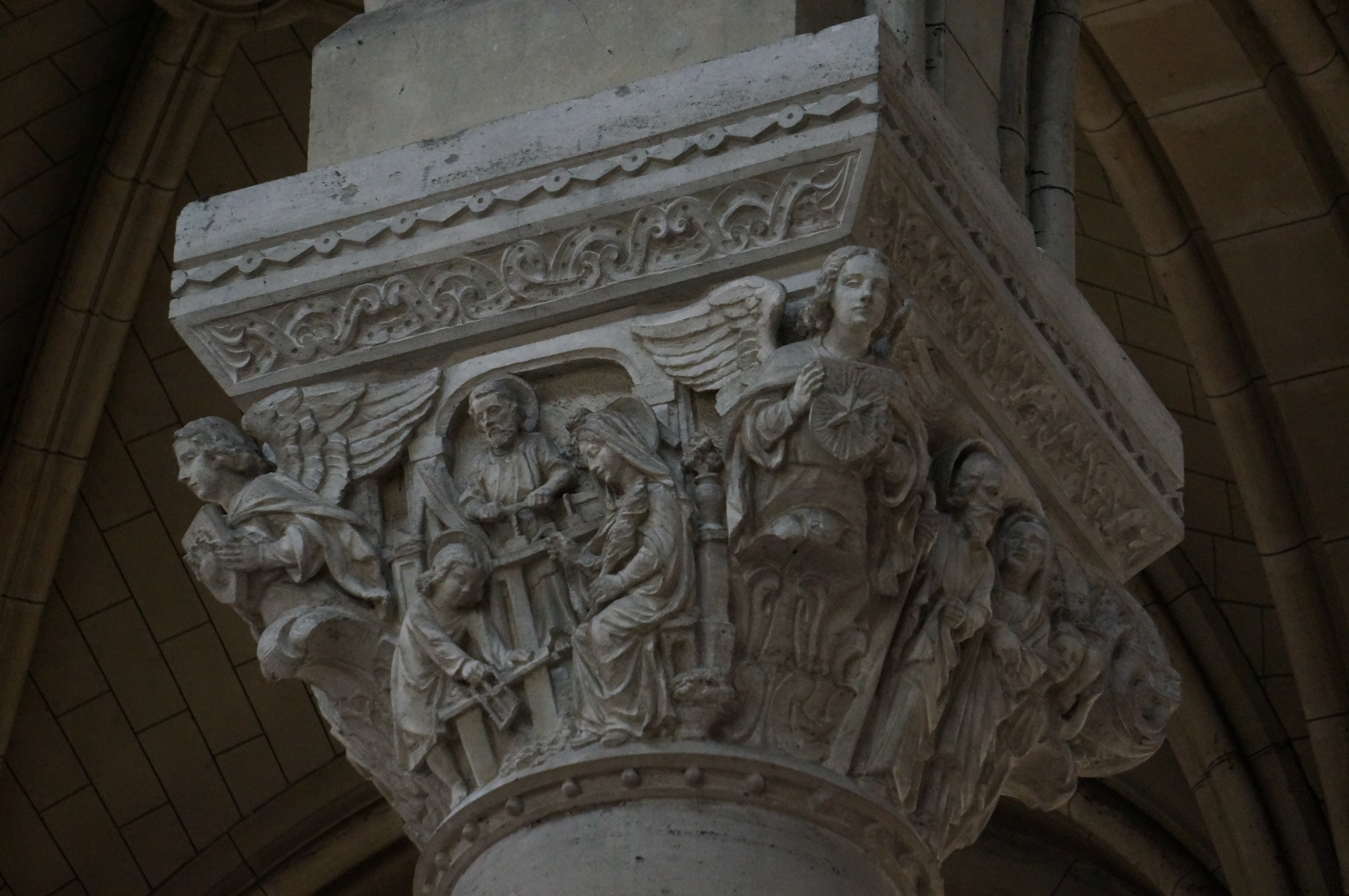
Un chapiteau.
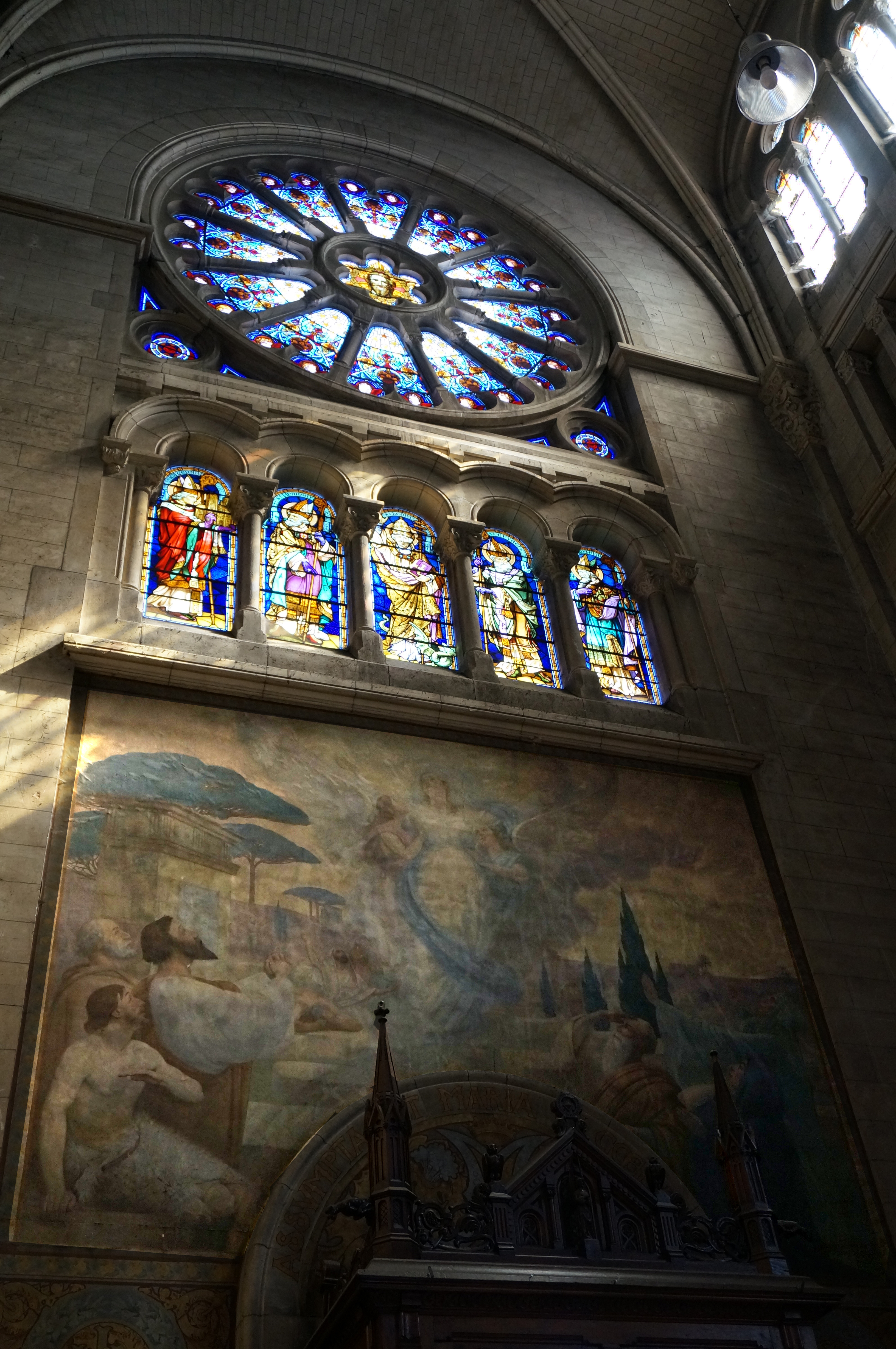
Le portail du transept gauche en entrant, peinture et vitraux.
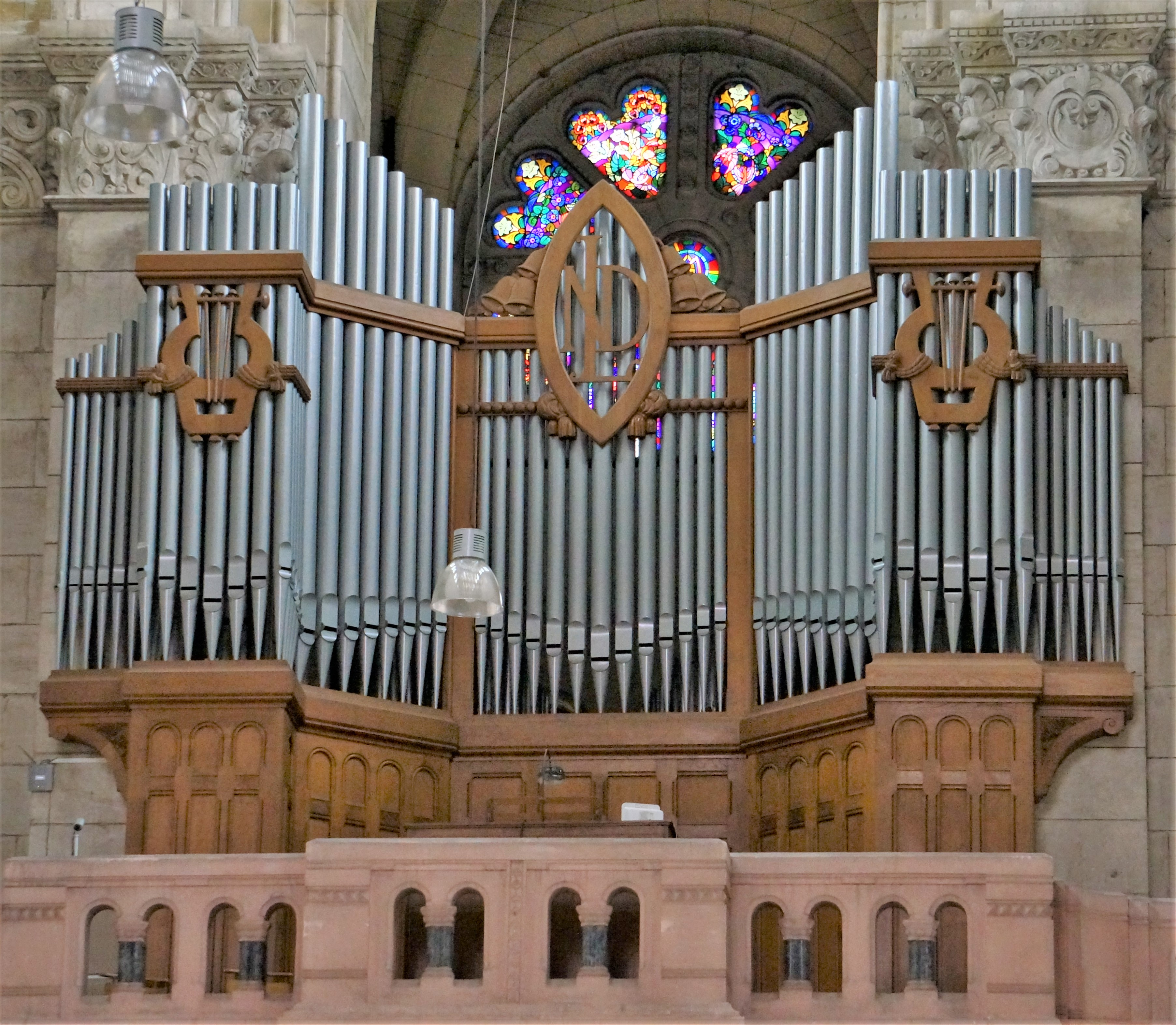
L'orgue de la basilique.